# 俅全江秋海棠
俅全江秋海棠（学名：Begonia tomentosa）是秋海棠科秋海棠属的植物。分布在中国大陆的云南等地，生长于海拔1,800米的地区，常生长在林下，目前尚未由人工引种栽培。

## 别名
绒毛糙叶秋海棠（云南种子植物名录）